# مکائوی کوبایی
مکائوی کوبایی (نام علمی: Ara tricolor) نام یک گونه منقرض‌شده از سرده طوطی‌های شادرنگ است.